# Anochetus angolensis
Anochetus angolensis es una especie de hormiga carnívora del género Anochetus, categorizada en la tribu Ponerini, de la subfamilia Ponerinae. Fue descrita por Brown en 1978.

## Distribución
Se distribuye por África: Angola.

## Hábitat
Se ha encontrado a elevaciones de 200 m s. n. m.